# Pedro Guerra (escritor)

Pedro Guerra é escritor, palestrante e empreendedor. Pós-graduado em Neurociência, Comportamento e Psicopatologia (PUC), é cronista do jornal Pioneiro há uma década. Especialista em Saúde Mental com qualificação em Síndrome de Burnout (FAMEESP) e certificado em Marketing Literário pela Universidade do Livro. Ganhou diversos prêmios nas áreas de contos, crônicas e poesias, entre eles o Açorianos de Literatura. Também é vencedor do Prêmio Jovem Talento Empreendedor. Como editor, foi indicado ao Prêmio Marielle Franco.
Além do lançamento de seus novos livros, onde participa de todo o processo criativo, trabalha ministrando cursos, bem como realizando visitas em escolas, feiras e outros eventos, onde promove a formação de leitores. Como palestrante, também realiza trabalhos voluntários e sociais.
Com 13 anos de carreira, Pedro já palestrou para mais de 350 mil pessoas, em sua maioria adolescentes, transitando entre temas de literatura, autocuidado e convívio social, como o Bullying, o autocuidado e convívio, a saúde mental e a prevenção ao suicídio. Nas redes sociais, os seus vídeos ultrapassam os 30 milhões de visualizações. É autor de 20 livros.

## Obras do autor
Série Caxienses

Série de livros do gênero romance-policial que se passa na cidade de Caxias do Sul, na Serra Gaúcha. Tem como protagonistas o detetive Benjamin Lisboa e seu companheiro, o jovem inspetor Enrico Pagliatti.

- A rainha está morta - Um assassinato na Festa da Uva (PWX Studio, 2013) [4]
- Queda livre - Um assassinato no edifício Parque do Sol (PWX Studio, 2015) [5]
- Cabra-cega - Um assassinato na Praça Dante Alighieri (PWX Studio, 2017) [6]

Série Porto Tempestade

Série de livros do gênero romance juvenil que se passa na cidade fictícia de Porto Tempestade. Apesar de não serem sequências, os livros possuem relação entre si, seja nas histórias paralelas ou na conexão entre os personagens.

- Precisava de você (Belas Letras, 2015 - relançado em 2022 pela PWX Studio, com nova capa) [7]
- 24 (Livro lançado digitalmente na plataforma Wattpad, 2016, e disponibilizado novamente na Amazon em 2020) [8]
- Como eu imagino você (Gutenberg, 2017) [9]
- O Menino debaixo da minha cama (PWX Studio, 2019)
- Nada disso é pra você (continuação de "Precisava de você", 2022, PWX Studio)[10]

Livros feitos à mão

Série de livros com poesias, textos e frases soltos. Estas obras foram produzidas à mão pelo autor.
- Vício (PWX Studio, 2018)[11]
- Febre (PWX Studio, 2020)
- Insônia (PWX Studio, 2024)

Livros para a família

Livros de comportamento.
- Todo o Bullying da Minha Vida (PWX Studio, 2019)
- Pais cansados, filhos ansiosos (PWX Studio, 2025)

Livros de bolso

Série de livros no formato pocket book (bolso) que reúnem pequenos contos, todos possuindo o título numérico.
- Três (PWX Studio, 2018)
- Dezoito (PWX Studio, 2019)

Crônicas

Livros de crônicas lançados pelo autor.
- As lágrimas que não chorei (PWX Studio, 2018)
- Pressa de ser feliz (PWX Studio, 2022)
- Sobre o brilho das coisas (PWX Studio, 2025)

Outras obras

Livros de gêneros diversos lançados pelo autor.
- Antônia (PWX Studio, 2021)
- Fala de amor pra mim (PWX Studio, 2022)
- Meu livro de colorir! (PWX Studio, 2025)

## Carreira
Até os seus 12 anos, Pedro Guerra sonhava em ser astronauta. Porém, a partir do incentivo dos seus pais, surgiu a vontade em escrever um livro. Muito influenciado pela escritora Agatha Christie, Pedro rabiscou histórias policiais e sempre cultivou a conexão pelos mistérios. 

2013: A rainha está morta, o primeiro livro publicado

No início de 2013, Pedro começou (e logo terminou) de escrever A rainha está morta, um romance policial que se passa no Rio Grande do Sul, mais precisamente na Serra Gaúcha. Estrategicamente, Pedro abordou a tradicional Festa da Uva, evento com mais de 80 anos de tradição, atrelando ao assassinato de um dos principais símbolos da cultura regional: a rainha. O livro destacou-se e foi o 4º título mais vendido da Feira do Livro daquele ano, tendo esgotado a sua primeira edição de 1.000 exemplares em 28 dias. Em 2014, em meio à 30ª edição da Festa Nacional da Uva, Pedro lançou a 2ª edição do livro, que contou com uma capa diferente. Para divulgar o relançamento, o escritor fez uma blitz em diversos cruzamentos das cidades, distribuindo exemplares gratuitamente aos motoristas. Atualmente, a obra se encontra em sua 7ª edição. O livro fez com que Pedro se tornasse reconhecido como escritor em sua cidade.

2015: Precisava de você, primeiro livro lançado nacionalmente

Desde o final de 2014, Pedro manteve suspense em suas redes sociais sobre o seu próximo lançamento. Muitos dos seus leitores conquistados até então - em uma faixa de 11 a 18 anos -, auto intitularam-se Guerreiros, uma referência ao sobrenome do autor. A expectativa gerada por meio de teasers e vídeos promocionais resultou em um encontro secreto em 11 de abril de 2015, onde 100 leitores foram convidados a participar do evento de pré-lançamento do livro Precisava de Você, na cidade natal do autor. Durante o momento, Pedro leu o primeiro capítulo da nova obra com exclusividade, apresentou a música Metáfora (trilha sonora do livro), revelou segredos você e aproveitou para estreitar os laços entre os seus leitores. Exatos dois meses depois, Pedro lançou na Saraiva do Iguatemi Caxias o livro Precisava de você (Belas Letras), seu primeiro título a nível nacional. Foram 4 horas de uma sessão de autógrafos que recebeu mais de 400 pessoas. No mês seguinte, Pedro embarcou para São Paulo, onde também realizou sessão de autógrafos.
Em setembro do mesmo ano, a continuação da série Caxienses foi lançada, intitulada Queda Livre. O livro fala sobre um assassinato no edifício mais alto do Sul do País: o Parque do Sol, com 36 andares. Este tornou-se o 8º livro mais vendido da Feira do Livro de Caxias do Sul naquele ano.  Atualmente, o livro se encontra na terceira edição.

2016: Premiação e novo contrato

Em novembro de 2016, Pedro Guerra recebeu o maior prêmio de sua carreira até então: o Prêmio Açorianos de Literatura, premiação mais importante do Estado. O livro premiado foi Precisava de Você, na categoria infantojuvenil.
No final do mesmo ano, a editora Gutenberg, do Grupo Autêntica, divulgou que havia assinado contrato com Pedro Guerra para lançar um livro no ano seguinte.

2017: Lançamento de Como eu imagino você na Bienal Internacional do Livro do Rio de Janeiro

Pedro Guerra teve um ano intenso, visitando escolas para trabalhar os seus livros com mais de 4,8 mil adolescentes. Os seus eventos ultrapassaram os 2 mil participantes, entre feiras de livro e cursos ministrados pelo autor. Também lançou o seu site oficial. No mês de julho, lançou a primeira edição do Concurso Literário Pedro Guerra, que recebeu 140 inscrições.
No início de setembro de 2017, Pedro lançou o seu novo livro, o romance Como eu imagino você, na 18ª Bienal Internacional do Livro do Rio de Janeiro. Foram 2 sessões de autógrafos no estande do Grupo Autêntica. Na ocasião, Pedro aproveitou para trocar livros com duas colegas de editora: Maísa Silva e Paula Pimenta. O livro configurou como o 6º mais vendido do estande. Duas semanas depois, Pedro realizou uma tarde de autógrafos na Saraiva Iguatemi Caxias, reunindo aproximadamente 400 pessoas.
Pedro Guerra consolidou-se como escritor mais vendido da 33ª Feira do Livro de Caxias do Sul, tendo 3 livros seus configurados no top 5 de mais vendidos. Foram eles: Como eu imagino você (3º lugar), A rainha está morta (4º lugar) e Queda livre (5º lugar).
Na metade de novembro do mesmo ano, foi lançado o terceiro volume da Série Caxienses, intitulado Cabra-cega.
No dia 27 de novembro de 2017, todas as redes sociais do escritor sofreram um blecaute, bem como o seu site oficial. A última mensagem deixada por Pedro foi a frase: "ocupado ou fora da área de cobertura", seguida por uma imagem que indica os anos 1991-2017, data de nascimento do autor e ano atual.

2018: Vício e o primeiro livro de crônicas

Após 3 meses afastado das redes sociais, Pedro voltou a atualizar as mídias no dia 7 de fevereiro de 2018, publicando vídeos misteriosos sobre um projeto intitulado Vício. Dias depois, o escritor anunciou um novo livro, com 152 páginas feitas à mão, costuras aparentes, sem capa, mensagens escondidas e cada exemplar finalizado à mão pelo próprio escritor. Diferente das propostas anteriores, desta vez não houve sessão de autógrafos no lançamento da obra, que foi vendida em um primeiro momento apenas no site do autor. O livro acabou se tornando um dos maiores sucessos de Pedro já em seus primeiros 6 meses, ganhando uma nova edição. No segundo semestre do mesmo ano, o escritor lançou As lágrimas que não chorei, seu primeiro livro de crônicas, além de ser patrono das feiras do livro das cidades Bento Gonçalves e Flores da Cunha (RS).

2019: Quatro livros e a primeira (e a segunda) peça teatral

No final de 2018, Pedro disponibilizou no seu site o livro Três. Em versão digital, a obra tanto podia ser lida gratuitamente, ou a partir de uma doação espontânea de 5 reais, destinada inteiramente ao Projeto Guerreiros (ação social desenvolvida anualmente pelo escritor e família). Três acabou ganhando uma versão física em janeiro de 2019, sendo o primeiro livro do autor em formato pocket book.
No mesmo mês, teve início a divulgação do novo projeto de Pedro, intitulado Todo o Bullying da Minha Vida. A proposta foi dividida em 3 vertentes: uma websérie de 7 episódios (exibida no IGTV e no YouTube), um livro e uma peça teatral, que contou com duas exibições (15 e 23 de março, ambas sessões lotadas, público aproximado de 700 pessoas). O projeto traz histórias de quando o escritor sofreu Bullying e como conseguiu enfrentá-lo. A peça foi roteirizada e dirigida pelo próprio Pedro, sendo criada apenas para mobilizar um lançamento diferenciado do livro. Contudo, a mesma foi apresentada em escolas e feiras de livro ao redor do Rio Grande do Sul, acumulando um público total de mais de 5 mil pessoas em poucas sessões. No dia 23 de julho de 2019, Pedro fez uma apresentação única da peça Eu fui o teu erro mais bonito, frase presente no livro Vício, em Caxias do Sul. O momento seguiu a ideia da peça do Bullying, em um formato stand-up. Desta vez, o escritor apostou no amor e na emoção para encantar o público.
O ano ainda foi marcado pelo lançamento da obra O menino debaixo da minha cama, primeiro livro que Pedro escreveu, em 2009. Após 10 anos, o escritor decidiu lançá-lo, após realizar diversas modificações de linguagem e para que a história se adequasse aos tempos atuais. Este livro havia sido disponibilizado em 2016 na rede social Wattpad, onde acumulou mais de 350 mil leituras. O lançamento ocorreu na livraria da UCS (Universidade de Caxias do Sul). Este romance é o livro mais longo de Pedro até o momento.
Em setembro, o quarto livro do ano foi lançado. Dezoito serviu de continuação para o livro Três. Apesar de terem contos isolados e independentes, ambos trazem a mesma proposta numérica e possuem mesmo projeto gráfico, sendo lançados no formato pocket book (livro de bolso). Dezoito foi marcado por ser o primeiro livro de Pedro proibido para menores de dezoito anos. Por isso mesmo, o livro foi furado e lacrado um a um pelo próprio escritor. No mesmo mês, Pedro lançou o seu primeiro podcast, intitulado Santa Cretinice (mesmo nome do blog que ele escrevia no começo da sua carreira), disponibilizado nas plataformas de streaming.

2020: Febre, a continuação de Vício

Pedro lançou a continuação do livro Vício, intitulada Febre, no dia 06 de março de 2020. O lançamento ocorreu no shopping Prataviera, em Caxias do Sul, e reuniu 600 pessoas, tendo uma fila de autógrafos de aproximadamente 5 horas. O livro foi vendido em duas versões: simples (apenas o livro) e na caixa de madeira (com outros itens dentro). Às 23h59 do mesmo dia, o livro começou a ser vendido nacionalmente pelo site do autor. Febre também foi confeccionado totalmente à mão por Pedro e o leitor pode escolher o cheiro ao comprar o seu livro (o perfume é borrifado nas primeiras páginas).
Já na última semana de outubro, Pedro divulgou o lançamento de Antônia (também apelidado de ANTN), seu 13º livro. A obra foi lançada oficialmente no primeiro minuto do dia 31 de outubro, estrategicamente por conta do Dia das Bruxas. O livro reúne uma série de textos divididos em 5 partes - cada uma delas tem como título um ano específico (do ano em que a primeira mulher foi queimada em uma fogueira, passando pelo ano da caça às bruxas de Salém, até o ano de nascimento da mãe do autor). O foco do livro é o autoconhecimento, a redescoberta de si e a aceitação de cada trauma que faz com que sejamos quem somos, de acordo com o próprio Pedro. Toda a obra foi escrita entre os meses de agosto e outubro de 2020, durante (e por conta dos efeitos) a pandemia global de COVID-19. Antônia foi lançado digitalmente com um preço simbólico de R$5, sendo que toda a renda foi revertida para a ONG Construindo Igualdade, de Caxias do Sul, que conta com um núcleo de enfrentamento à LGBTfobia, mulheres vítimas de assédio sexual e pessoas vivendo com HIV. Em paralelo, a pré-venda da edição impressa também foi lançada, com parte da venda revertida e um jogo de tabuleiro desenhado à mão como brinde aos compradores que, inclusive, tiveram os seus nomes acrescidos aos agradecimentos do livro. A versão impressa foi publicada no final de janeiro de 2021.

## Prêmios
- 46º Concurso Anual Literário de Caxias do Sul - Crônicas (2012)
- I Prêmio Antares de Literatura - José Clemente Pozenatto - Contos (2013)
- Prêmio Academia Caxiense de Letras - Contos (2014)
- 50º Concurso Anual Literário de Caxias do Sul - Contos (2016)
- Prêmio Açorianos de Literatura - Categoria Infantojuvenil - Livro Precisava de Você (2016)
- 53º Concurso Anual Literário de Caxias do Sul - Contos (2019)
- Jovem Talento Empreendedor 2021
- Prêmio Marielle Franco (Indicado, editor)

## Reconhecimentos
- Patrono da Feira do Livro de Bento Gonçalves (2018)
- Patrono da Feira do Livro de Flores da Cunha (2018)
- Patrono da Feira do Livro de Picada Café (2020)
- Patrono da Feira do Livro de Lagoa Vermelha (2021)
- Patrono da Feira do Livro de Barão (2022)
- Patrono da Feira do Livro de Picada Café (2023)
- Patrono da Feira do Livro de Santa Clara do Sul (2024)
- Patrono da Feira do Livro de Garibaldi (2024)
- Patrono da Feira do Livro de Caxias do Sul (2025) - escritor mais jovem a receber o patronato.
- O escritor também já foi patrono da feira do livro de diversas escolas, tais como: Colégio São Carlos (Caxias do Sul/RS), Colégio São José (Caxias do Sul/RS), Colégio Estadual Pe. Colbachini (Nova Bassano/RS), entre outras.

## Brigadeiraço
A fim de promover um melhor relacionamento entre os seus leitores, Pedro criou um evento chamado de Brigadeiraço. Ao longo de suas edições, o leitor reúne leitores para discutirem sobre o tema proposto. A primeira e a segunda edição do evento trataram sobre o primeiro e último capítulo da obra 24, respectivamente, lançada apenas digitalmente. Pedro leu de antemão os capítulos para os seus leitores enquanto degustavam brigadeiro preparado pelo autor. Em 15 de outubro de 2017, Pedro realizou a sexta edição do Brigadeiraço durante a Feira do Livro de Caxias do Sul, com a presença de 150 pessoas. O assunto abordado foi Signos. Já em 2018, a sétima edição foi em alusão ao lançamento do livro Vício. O evento retornou em edição especial no dia 24 de agosto de 2019.